# جون بيري (سياسي أسترالي)
جون بيري (بالإنجليزية: John Perry)‏ هو سياسي أسترالي، ولد في 13 يوليو 1845، وتوفي في 10 مايو 1922. حزبياً، نشط في Protectionist Party ‏. وقد انتخب عضو الجمعية التشريعية نيو ساوث ويلز.